# Pareas victorianus
Pareas victorianus — вид неотруйних змій родини Pareatidae. Описаний у 2020 році.

## Поширення
Вид поширений в М'янмі. Виявлений у національному парку Натматаунг на заході штату Чин та національному парку Хкакаборазі у штаті Качин.